# Pontus Eklöf
Pontus Eklöf, född 1996, är en svensk skådespelare. Han spelar bland annat Victor i Morden i Sandhamn - I stundens hetta.

## Filmografi
- 2014 - Pojken med guldbyxorna
- 2014 - Sune i fjällen
- 2015 - Råggywood - Vi ska bli rappare
- 2015 - Morden i Sandhamn